# Jimi Blue Ochsenknecht

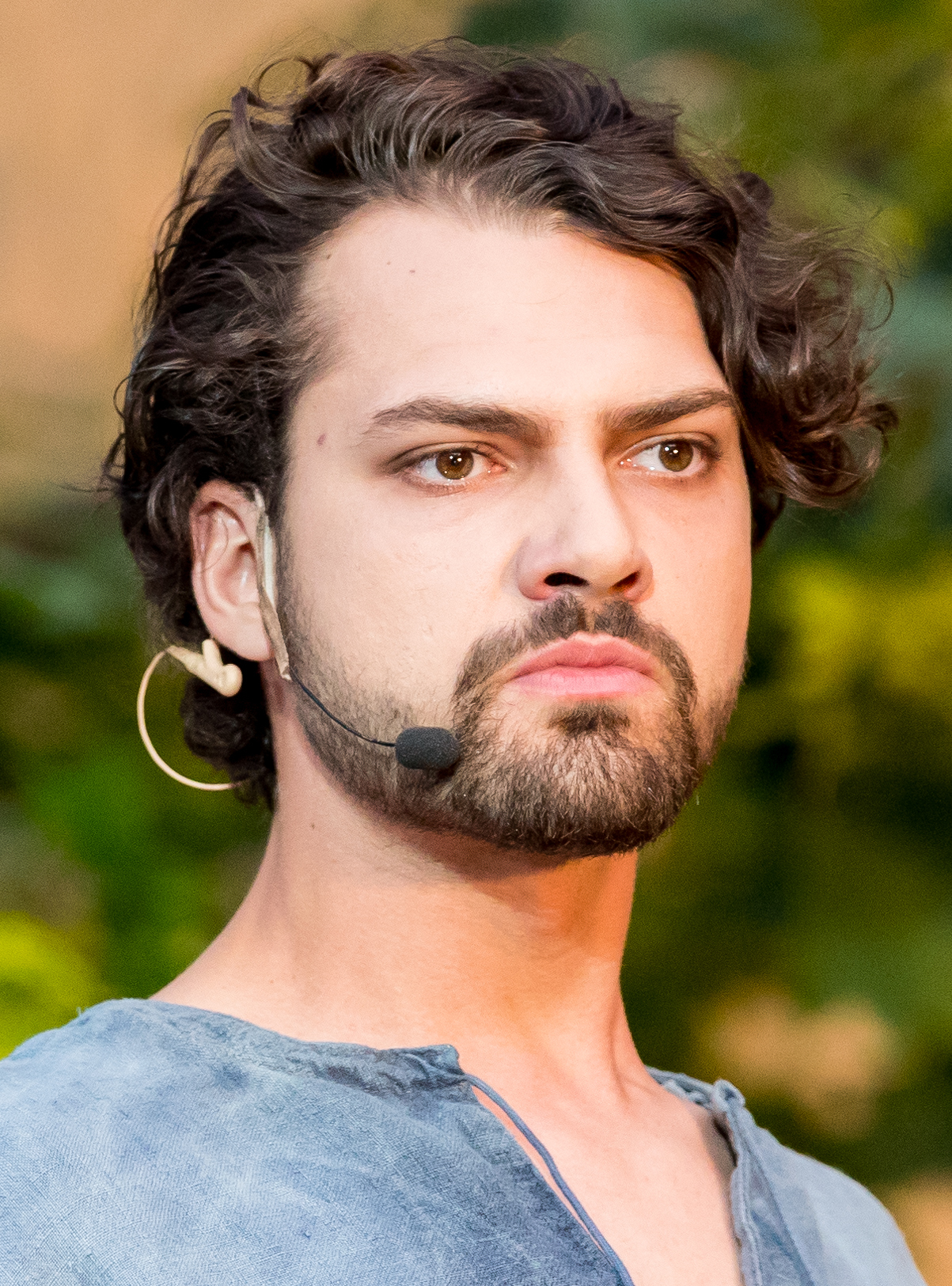
Jimi Blue Ochsenknecht, 2018

Jimi Blue Ochsenknecht (München, 27 december 1991) is een Duits acteur en poprapper.
Ochsenknecht is de zoon van twee acteurs, Uwe Ochsenknecht en Natascha Ochsenknecht. Hij heeft twee broers en een zus: Wilson Gonzalez, ook acteur, een zus Cheyenne Savannah en een halfbroer genaamd Rocco Stark, die komt uit een vorige relatie van zijn vader.
Ochsenknecht is vooral bekend om zijn hoofdrol in Die Wilden Kerle-serie. Hij speelde onder andere aan de zijde van Sarah Kim Gries en Konrad Baumann. Voor het eerste deel ontvingen zowel hij als zijn broer de Undine Award voor beste debutant.

## Filmografie
- 1999: Erleuchtung garantiert
- 2003: Die Wilden Kerle
- 2005: Auf den Spuren der Vergangenheit (televisiefilm)
- 2005: Die Wilden Kerle 2
- 2006: Die Wilden Kerle 3
- 2007: Die Wilden Kerle 4
- 2008: Die Wilden Kerle 5
- 2008: Sommer
- 2009: Gangs
- 2010: Homies
- 2012: Der Kriminalist (televisieserie, aflevering Schamlos)
- 2012: Kleine Morde
- 2012: Notruf Hafenkante (televisieserie, aflevering Wutbürger)
- 2014: Die Familiendetektivin (televisieserie, aflevering Der verlorene Sohn)
- 2016: Die Wilden Kerle 6 – Die Legende lebt
- 2016: Unter anderen Umständen: Das Versprechen (televisiefilm)
- 2016: Der Alte (televisieserie, aflevering Machtgefühle)
- 2016: Seitenwechsel
- 2016–2017: Berlyn (televisieserie)

## Televisieoptredens
- 2008: Wetten, dass...?
- 2012: Das perfekte Promi-Dinner (VOX, gastoptreden)
- 2012: TV total Stock Car Crash Challenge (ProSieben, gastoptreden)
- 2012: Star Race
- 2015: Grill den Henssler (VOX, gastoptreden)
- 2018: Let’s Dance (RTL, gastoptreden)
- 2020: Beauty & The Nerd (ProSieben, gastoptreden)
- 2020: MasterChef Celebrity (Sky One)
- 2020: Love Island - Aftersun: Der Talk (RTL II, moderatie)
- 2021: Showtime of my Life - Stars gegen Krebs (VOX, gastoptreden)
- 2021: 5 gegen Jauch (RTL, gastoptreden)
- vanaf 2022: Die Ochsenknechts (Sky One, doku-soap)

## Discografie
Albums
- 2007 - Mission Blue
- 2008 - Sick Like That

Singles
- 2007 - I'm Lovin...
- 2008 - All Alone
- 2008 - Hey Jimi
- 2008 - The One
- 2008 - Key to the City
- 2008 - Best Damn Life

## Prijzen
- 2004 Undine Award - Beste Filmdebutant voor Die Wilden Kerle - Alles is gut, solange du wild bist!
- 2005 Bravo Otto in Bronze - Categorie Mannelijke bioscoopsterren
- 2006 Bravo Otto in Silber - Categorie Favoriete acteur
- 2007 Bravo Otto in Gold - Categorie Zanger en Bronze - Categorie Acteur
- 2007 Jetix Award - 'Coolste tv-ster
- 2008 Steiger Award 2008 - Nakomelingen
- 2008 New Faces Award
- 2009 DIVA AWARD - New Talent Of The Year 2008